# Amabélia Rodrigues
Amabélia Rodrigues (Guiné Bissau) é uma epidemiologista guineense. Foi a primeira directora do Instituto Nacional de Saúde Pública da Guiné Bissau.

## Biografia
Amabélia Rodrigues nasceu na Guiné Bissau, era filha do chefe policia que lhe transmitiu o gosto pela leitura.
Ganha uma bolsa do governo para ir estudar medicina, variante saúde pública, na antiga URSS, na Universidade de Donetsk, que fica na actual Ucrânia. Terminado o curso resolve regressar à Guiné Bissau e começa a trabalhar como epidemiologista, na Direcção-Geral de Higiene e de Epidemiologia do Estado, na luta contra a sida

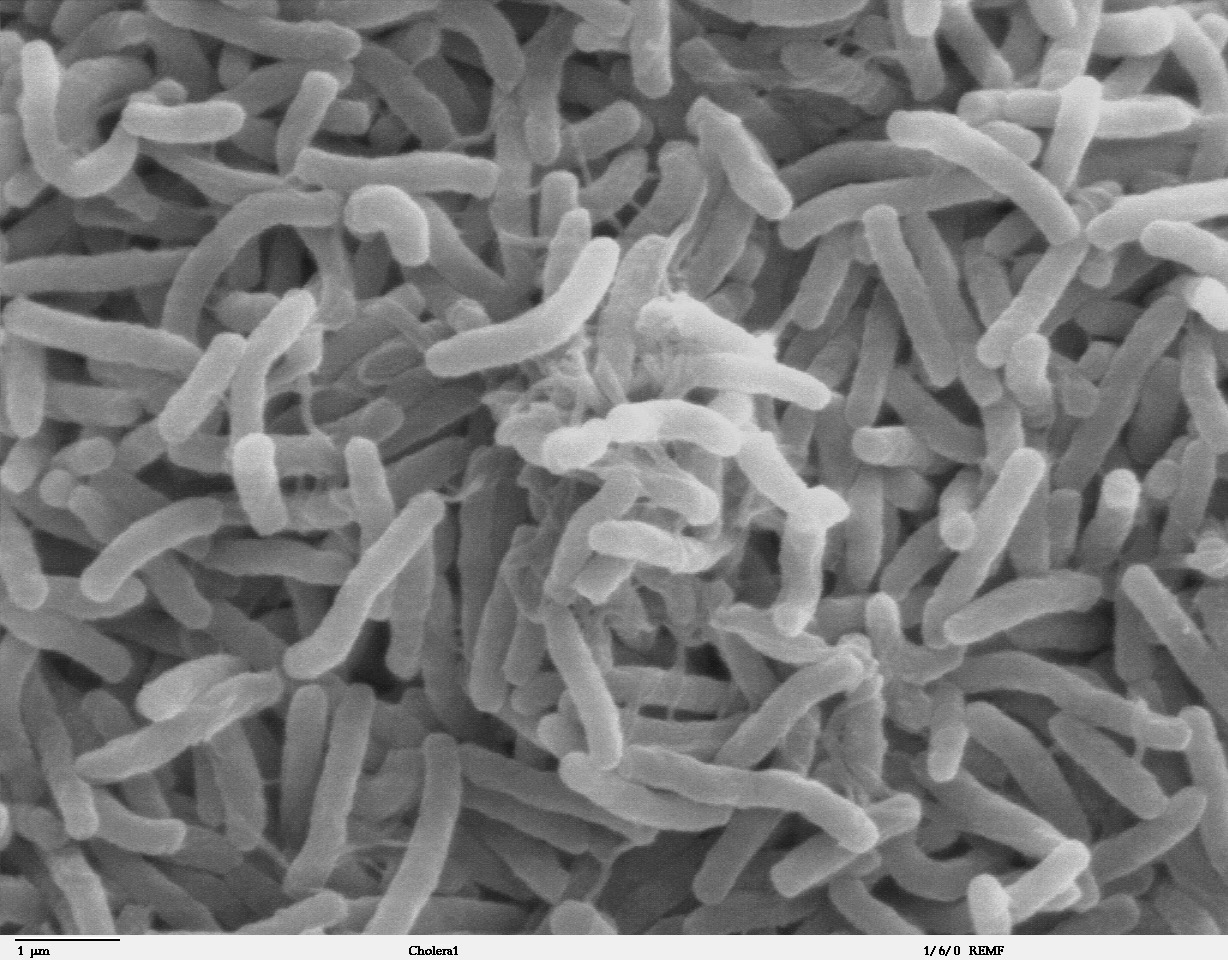
Bactéria da Cólera

Por esta altura, a Guiné Bissau era assolada por uma epidemia de cólera e Amabélia Rodrigues, em vez de obedecer ás recomendações da Organização Mundial de Saúde (OMS), decide investigar o factores envolvidos na transmissão das bactérias responsáveis pela doença, de maneira a desenvolver um conjunto de medidas de combate à epidemia adaptadas ao país, com o apoio do Projecto de Saúde Bandim, do qual se irá tornar investigadora principal.
Aquando da pandemia COVID-19, a Universidade do Sul da Dinamarca e o Instituto de Higiene e Medicina Tropical da Universidade Nova de Lisboa, criaram, em 2020, um projecto de investigação cujo objectivo era verificar se o absentismo laboral dos profissionais de saúde de Cabo Verde, Guiné-Bissau e Moçambique, provocado pelo coronavírus diminuía quando estes estavam vacinados com a vacina do bacilo Calmette-Guérin (BCG). Neste âmbito Amabélia ficou encarregue de liderar o grupo responsável por estudar o seu efeito na Guiné-Bissau.
Foi a primeira directora do Instituto Nacional de Saúde Pública da Guiné Bissau, tendo desempanhado o cargo entre 2009 e 2012.

## Obras Seleccionadas
- 2001 - The pattern of cholera disease in Guinea-Bissau: risk factors and local preventive measures[7]
- 2016 - MHealth to Improve Measles Immunization in Guinea-Bissau: Study Protocol for a Randomized Controlled Trial[8]
- 2021 - Chronic political instability and HIV/AIDS response in Guinea-Bissau: a qualitative study[9]